# بني فراس

بني فراس بن غنم قبيلة عربية تتفرع من قبائل كنانة ضمن فرع مضر من قبائل عدنان من بني النبي الحليم إسماعيل ذبيح الله من بيت النبوة آل إبراهيم خليل الرحمن عليهم الصلاة والسلام كانوا يعرفون بأنهم أنجد العرب وقد تمنى علي بن أبي طالب أن يكونوا هم جيشه بدل أهل العراق.

## النسب
هم بنو فراس بن غنم بن ثعلبة بن مالك بن كنانة بن خزيمة بن مدركة بن إلياس بن مضر بن نزار بن معد بن عدنان، من قبيلة كنانة.
وتجتمع مع نسب الرسول محمد علية أفضل الصلاة والسلام في كنانة بن خزيمة
أخوتها بني ليث ، بني ضمرة ، بني العريج ، بكر بن عبد مناة ، بني حرام، بني شعبة

## ديارهم
كانت ديارهم شمال مكة المكرمة في وادي قديد منهم طائفة كبيرة في مصر في محافظات سوهاج والشرقية وساقلتة.

## شجاعتهم ونجدتهم
قال عنهم ابن عبد ربه الأندلسي المؤرخ : ( كان بنو فراس بن غنم بن كنانة أنجد العرب، كان الرجل منهم يعدل بعشرة من غيرهم. وفيهم يقول علي بن أبي طالب لأهل الكوفة: وددتُ والله أنّ لي بجَميعكم، وأنتم مائةُ ألف، ثَلثَمائةٍ من بني فراس بن غنم ).

## من مشاهيرهم
1. جذل الطعان علقمة بن فراس
2. فارس الظعائن ربيعة بن مكدم
3. عبد الله بن جذل الطعان
4. أم رومان زوجة أبي بكر الصديق ووالدة أم المؤمنين عائشة

## معاركهم في الجاهلية
كان بنو فراس في الجاهلية خصوما لقبيلة بني سليم وقد حصلت بينها وبينهم حروب كثيرة أشهرها يوم برزة ويوم الكديد.

## وصلات خارجية
- قائمة قبائل العرب